# Чучелов, Григорий Алексеевич
Григорий (Георгий) Алексеевич (Александрович) Чучелов (эст. Grigori Tšutšelov; 17/30 ноября 1907, уезд Харьюмаа, Эстляндская губерния, Российская империя — 15 января 1943, Смоляниново, Великолукский район, Калининская область, СССР) — эстонский футболист, левый крайний нападающий. Выступал за сборную Эстонии. Участник Великой Отечественной войны.

## Биография
Начал выступления в чемпионате Эстонии в составе таллинского клуба «ТСК Метеор». В 1931—1936 годах играл за «Таллинна Ялгпалликлуби» («Таллинский футбольный клуб») в высшей лиге, в 1937 году продолжил выступления за команду в первой лиге. Помимо выступлений в качестве игрока, также судил матчи чемпионата страны.
15 июля 1932 года сыграл свой единственный матч за сборную Эстонии против команды Швеции (1:3).
После присоединения Эстонии к СССР и начала Великой Отечественной войны, Чучелов был призван в Красную Армию. Воевал в звании сержанта в составе 249-й стрелковой дивизии 8-го эстонского стрелкового корпуса. Погиб 15 января 1943 года во время Великолукской операции в районе деревни Смоляниново (ныне в составе Великих Лук).

## Семья
Григорий Чучелов приходится дядей яхтсмену, серебряному призёру Олимпиады-1960 Александру Чучелову. Несколько братьев Григория — Андрей, Дмитрий, Николай — также занимались парусным спортом, велоспортом, футболом.

## Достижения
- Бронзовый призёр чемпионата Эстонии (3): 1931, 1933, 1935[6]